# Албероне (Ровиго)
Албероне (итал. Alberone) је насеље у Италији у округу Ровиго, региону Венето.
Према процени из 2011. у насељу је живело 32 становника. Насеље се налази на надморској висини од 4 м.